# 統制の所在

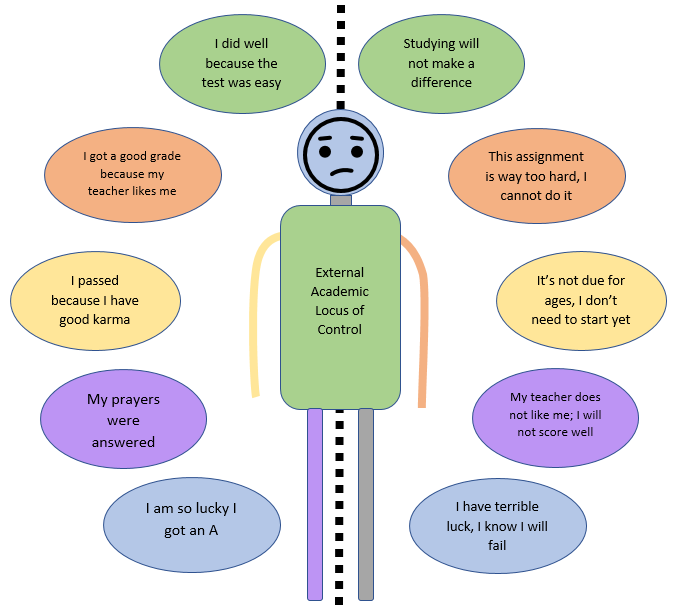
統制の所在が外部にある人は、学業の成功や失敗を運や偶然、高次の力や他者の影響に起因させ、自分自身の行動には起因させない。また、先延ばしや困難な課題にもより苦労する。

統制の所在（とうせいのしょざい、英: Locus of control）とは、人生における出来事の結果に対して、人々が自分自身に対して、または（影響を及ぼすことができない）外部の力に対して、どの程度の統制力があると信じているかの度合いである。この概念は1954年にジュリアン・ロッターによって開発され、それ以来人格心理学の一側面となっている。人の「位置」（複数形「loci」、ラテン語で「場所」または「位置」）は、内部（自分の人生を統制できるという信念）または外部（人生は人が影響を与えることができない外部の要因によって統制されているという信念、または偶然や運命が人生を統制しているという信念）として概念化される
内部統制の所在が強い個人は、自分の人生における出来事は主に自分自身の行動の結果であると信じている。例えば、試験の結果を受け取る際、内部統制の所在を持つ人は自分自身とその能力を称賛したり非難したりする傾向がある。外部統制の所在が強い人は、教師や試験の難易度などの外部要因を称賛したり非難したりする傾向がある
統制の所在は心理学のさまざまな分野で多くの研究を生み出してきた。この構成概念は教育心理学、健康心理学、産業・組織心理学、臨床心理学などの分野に適用可能である。領域特異的なものとよりグローバルな統制の所在の測定尺度のどちらが実用的な応用においてより有用であるかについての議論は続いている。また、統制の所在（将来に関する一般化された期待と結びついた人格変数）と帰属スタイル（過去の結果に関する説明に関する概念）の間、あるいは統制の所在と自己効力感などの概念との間には、注意深い区別がなされるべきである。
統制の所在はコア自己評価の4つの次元のうちの1つである - 自己に対する基本的な評価 - 神経症傾向、自己効力感、自尊心と共に。コア自己評価の概念は、最初にジャッジ、ロック、ダーラム（1997）によって検討され、それ以来、特に従業員満足や仕事のパフォーマンスなどのいくつかの仕事の成果を予測する能力があることが証明されている。追跡調査において、ジャッジらは（2002）、統制の所在、神経症傾向、自己効力感、自尊心の要因が共通のコアを持つ可能性があると主張した

## 歴史
|                  | 認知された統制の所在 |              |
| 内部             | 外部                 |              |
| 統制の帰属       | 能力                 | 課題の困難さ |
| 統制の欠如の帰属 | 努力                 | 運または運命 |

理論的構成概念としての統制の所在は、ジュリアン・B・ロッター（1954）の社会的学習理論の人格理論に由来する。これは、広範な状況に対処するための広範な戦略である、問題解決の一般化された期待の一例である。1966年に彼は『Psychological Monographs』に論文を発表し、その中で10年以上にわたる研究（ロッターとその学生たちによるもの）の多くが、以前は未発表であったものをまとめた。1976年、ハーバート・M・レフコートは知覚された統制の所在を次のように定義した：「...強化の内部統制と外部統制に対する一般化された期待」。この概念の起源をアルフレッド・アドラーの研究にまで遡ろうとする試みもなされてきたが、その直接的な背景はロッターとその学生たちの研究にある。強化の統制に関する期待に関する初期の研究は、1950年代にジェームズとファレス（ロッターがオハイオ州立大学で指導した未発表の博士論文のために準備された）によって行われた
ロッターの別の学生、ウィリアム・H・ジェームズは2種類の「期待のシフト」を研究した：
- 典型的な期待のシフト、成功（または失敗）の後には同様の結果が続くと信じること
- 非典型的な期待のシフト、成功（または失敗）の後には異なる結果が続くと信じること

追加研究により、典型的な期待のシフトは自分の結果を能力に帰属させる人々によってより頻繁に表示され、非典型的な期待を表示する人々は自分の結果を運に帰属させる可能性が高いという仮説が立てられた。これは、人々が能力（内部の原因）に帰属する人と運（外部の原因）に帰属する人に分けられると解釈された。バーナード・ワイナーは、能力対運ではなく、所在は帰属が安定した原因に行われるか不安定な原因に行われるかに関連している可能性があると主張した。
ロッター（1975、1989）は、他者による内部対外部構成概念の使用における問題と誤解について議論した。

## 人格志向
ロッター（1975）は、内部性と外部性は二分法ではなく、連続体の両端を表すものであると注意した。内部統制者は、出来事の結果を自分自身の統制に帰属させる傾向がある。内部統制の所在を持つ人々は、自分の行動の結果が自分自身の能力の結果であると信じている。内部統制者は、自分の勤勉さが肯定的な結果をもたらすと信じている。彼らはまた、すべての行動にはその結果があると信じており、このことから、物事は起こるものであり、それを制御したいかどうかは自分次第であるという事実を受け入れるようになる。外部統制者は、出来事の結果を外部の状況に帰属させる。外部統制の所在を持つ人は、自分の現在の状況が自分自身の影響、決定、または統制の結果ではないと信じる傾向がある。さらに、自分自身の行動も、運命、幸運、歴史、強力な力の影響、あるいは個人的または特定されていない他者（政府機関、企業、人種、宗教、民族、または友愛団体のグループ、性別、政治的所属、外集団、あるいは認識された個人的な敵対者など）、および/または世界は複雑すぎて結果を予測したり影響を与えたりできないという信念の結果である。自分の状況について他者を責め、自分に道徳的または他の借りがあるという含意は、外部統制の所在の傾向の指標である。しかし、内部性が努力への帰属と排他的に結びついており、外部性が運への帰属と結びついていると考えるべきではない（ワイナーの研究 - 以下参照 - が明らかにしているように）。これは、達成動機の点で内部統制者と外部統制者の違いに明らかな影響を与え、内部統制は達成の必要性のより高いレベルと結びついていることを示唆している。外部統制者は自分の外側に統制を置くため、自分の運命に対する統制が少ないと感じる傾向がある。外部統制の所在を持つ人は、より多くのストレスを感じ、うつ病にかかりやすい
ロッター（1966）によれば、内部統制者は高い達成動機と低い外部指向性という2つの本質的な特徴を示すと考えられていた。これは、ロッターが統制の所在は単一の構成概念であるという信念に基づいていたが、1966年にロッターが提案した統制の所在尺度の基礎であった。1970年以降、ロッターの一次元性の仮定は、（例えば）レヴェンソンが、統制の所在の異なる次元（例えば、人の人生における出来事が自己決定されているという信念、あるいは強力な他者によって組織され、偶然に基づいているという信念）は分離されなければならないと主張して挑戦されてきた。1970年代のワイナーの初期の研究は、内部性-外部性の次元に直交して、安定した原因に帰属する人と不安定な原因に帰属する人の間の違いを考慮すべきだと示唆した
この新しい次元理論は、今や結果を能力（内部的で安定した原因）、努力（内部的で不安定な原因）、課題の困難さ（外部的で安定した原因）または運（外部的で不安定な原因）に帰属できることを意味した。これはワイナーが当初これらの4つの原因をどのように見ていたかであるが、人々が運（例えば）を外部の原因と見ているかどうか、能力が常に安定していると認識されているかどうか、また努力が常に変化していると見られているかどうかについて彼は挑戦された。実際、より最近の出版物（例えばワイナー、1980）では、彼はこれらの4つの原因に異なる用語（「課題の困難さ」の代わりに「客観的な課題の特性」や「運」の代わりに「チャンス」など）を使用している。ワイナー以降の心理学者は、安定した努力と不安定な努力を区別しており、ある状況では努力が安定した原因と見なされる可能性があること（特に英語の「勤勉な」などの言葉の存在を考えると）を認識している。
統制の所在に関しては、内部型と外部型の混合を伴う別のタイプの統制がある。内部と外部の両方のタイプの統制の所在を持つ人々は、しばしばバイローカルと呼ばれる。バイローカルの特性を持つ人々は、内部と外部の統制の所在の混合を持つことによって、ストレスをより効率的に処理し、病気に対処することが知られている。このような統制の所在の混合を持つ人々は、外部のリソースに頼り、信頼する能力を保ちながら、自分の行動とその結果に対して個人的責任を取ることができる。これらの特性は、それぞれ内部と外部の統制の所在に対応する。

## 測定尺度
統制の所在を測定するために最も広く使用されている質問票は、ロッター（1966）の23項目（プラス6つのフィラー項目）の強制選択式尺度である。しかし、これは唯一の質問票ではない。子供向けのビアラー（1961）の23項目尺度はロッターの研究よりも前のものである。統制の所在尺度に関連するものとしては、クランダル知的責任帰属尺度（クランダル、1965）とノウィッキ-ストリックランド尺度(Nowicki & Strickland 1973)がある。統制の所在を評価するための最も初期の心理測定尺度の1つ（ロッターの尺度の強制選択式の代わりにリッカート尺度タイプの尺度を使用）は、W・H・ジェームズがオハイオ州立大学でロッターの指導の下で書かれた未発表の博士論文のために考案したものである。しかし、これは未発表のままである
ロッターの尺度以来、多くの統制の所在の測定尺度が登場している。これらはファーナムとスティール（1993）によってレビューされ、健康心理学、産業・組織心理学、および特に子供向けのもの（スタンフォード就学前内部-外部尺度など、3歳から6歳の子供向け）に関連するものを含む。ファーナムとスティール（1993）は、成人向けの最も信頼性が高く、有効な質問票はダットワイラー尺度であることを示唆するデータを引用している。これらの著者によって引用されている健康に関する質問票のレビューについては、以下の「応用」を参照のこと。
ダットワイラー（1984）の内部統制指標（ICI）は、強制選択方式、社会的望ましさのバイアスへの感受性、および（因子分析によって示される）異質性を含む、ロッター尺度の認識された問題に対処している。彼女はまた、1984年には統制の所在を測定するために他の尺度が存在していたが、「それらは多くの同じ問題の影響を受けているように見える」と指摘している。ロッターの尺度で使用される強制選択方式とは異なり、ダットワイラーの28項目のICIはリッカート型の尺度を使用し、人々は28の各声明で指定された通りに、まれに、時々、ときどき、頻繁に、またはいつも行動するかどうかを述べなければならない。ICIは内部統制に関連する変数を評価する：認知処理、自律性、社会的影響への抵抗、自信、および満足の遅延。小規模な（133人の学生対象の）妥当性検証研究は、この尺度が良好な内部一貫性信頼性（クロンバックのアルファ0.85）を持つことを示した

## 帰属スタイル
帰属スタイル（または説明スタイル）は、リン・イヴォンヌ・アブラムソン、マーティン・セリグマン、ジョン・D・ティーズデールによって導入された概念である。この概念はワイナーよりも一歩進んでおり、内部性-外部性と安定性の概念に加えて、全体性-特異性の次元も必要であると述べている。アブラムソンらは、人々が自分の人生の成功と失敗をどのように説明するかは、彼らがこれらを内部的または外部的要因、短期的または長期的要因、およびすべての状況に影響を与える要因に帰属するかどうかに関連していると信じていた。
帰属理論のトピック（フリッツ・ハイダーによって心理学に導入された）は統制の所在理論に影響を与えてきたが、2つのモデルの間には重要な歴史的違いがある。帰属理論家は主に社会心理学者であり、人々がどのようにしてなぜそのような帰属をするのかを特徴づける一般的なプロセスに関心を持っているのに対し、統制の所在理論家は個人差に関心を持っている。
両方のアプローチの歴史において重要なのは、1970年代にバーナード・ワイナーが行った貢献である。この時期より前は、帰属理論家と統制の所在理論家は主に因果関係の外部と内部の所在への分割に関心を持っていた。ワイナーは安定性-不安定性の次元（そして後に制御可能性）を追加し、どのように原因が人の内部にあるとみなされながらも、なおその人の制御を超えていると認識されるかを示した。安定性の次元は、なぜ人々がそのような結果の後に成功したり失敗したりするのかを理解するのに役立った。

## 応用
統制の所在の最もよく知られている応用は、主にケネス・ウォルストンの研究により、健康心理学の分野であったかもしれない。健康領域における統制の所在を測定するための尺度は、1993年にファーナムとスティールによってレビューされた。最もよく知られているのは、健康統制の所在尺度と多次元健康統制の所在尺度（MHLC）である。後者の尺度は、健康は3つの源に帰属される可能性があるという考え（レヴェンソンの初期の研究に呼応して）に基づいている：内部要因（健康的なライフスタイルの自己決定など）、強力な他者（医師など）、または運（これは非常に危険であり、ライフスタイルのアドバイスは無視される - これらの人々は非常に助けにくい）。
ファーナムとスティール（1993）がレビューした尺度のいくつかは、より具体的な領域の健康に関連しており、例えば肥満（例えば、ソルツァーの（1982）体重統制の所在尺度やストートランドとザロフの（1990）ダイエット信念尺度）、精神的健康（例えば、ウッドとレタクの（1982）精神的健康統制の所在尺度やホワイトマン、デスモンド、プライスの1987年のうつ病統制の所在尺度）、癌（プラインらの1988年の癌統制の所在尺度）などである。健康心理学への概念の応用について議論する中で、ファーナムとスティールはクレア・ブラッドリーの研究に言及しており、統制の所在と糖尿病の管理との関連性を示している。いくつかの分野における健康統制の所在に関する実証的データは、1995年にノーマンとベネットによってレビューされた。彼らは、特定の健康関連行動が内部健康統制の所在と関連しているかどうかに関するデータがあいまいであったことに注目している。彼らは、内部健康統制の所在が運動の増加と関連しているという研究を引用しているが、ジョギングなどの運動行動と内部健康統制の所在との間に弱い（または無い）関係を見つけた他の研究も引用している。内部健康統制の所在と他の健康関連行動（乳房自己検査、体重管理、予防的健康行動など）との関係に関するデータにも同様のあいまいさが指摘されている。内部健康統制の所在とアルコール消費との関係に関するデータは特に興味深い。
ノーマンとベネットは、アルコール依存症者と非アルコール依存症者を比較したいくつかの研究が、アルコール依存症は健康統制の所在の外部性の増加と関連していることを示唆していることに注目している。しかし、他の研究ではアルコール依存症と内部性の増加が関連づけられている。一般的な非アルコール依存症の集団におけるアルコール消費の研究でも同様のあいまいさが見られた。彼らは内部健康統制の所在と禁煙との関係に関する文献をレビューする際にはより楽観的であるが、強力な他者と内部健康統制の所在がこの行動と関連している可能性があると考える根拠もあることを指摘している。アルコール依存症は、一方または他方によって引き起こされるというよりも、内部または外部を問わず、統制の強さに直接関連していると考えられている。
彼らは、健康統制の所在が一般的な測定が取られる場合よりも、特定の領域に対して評価される場合に、より強い関係が見られると主張している。全体的に、行動特異的な健康統制尺度を使用した研究は、より肯定的な結果を生み出す傾向がある。これらの尺度は、MHLCなどのより一般的な尺度よりも一般的な行動をより予測できることがわかっている。ノーマンとベネットは、特定の領域（禁煙、糖尿病、錠剤治療糖尿病、高血圧、関節炎、悪性腫瘍、および心血管疾患と呼吸器疾患を含む）で健康関連の統制の所在尺度を使用したいくつかの研究を引用している。
彼らはまた、健康統制の所在は健康価値（人々が自分の健康に付ける価値）と併せて研究された場合、健康関連行動をより良く予測できると主張しており、健康価値が健康統制の所在関係において重要な調整変数であることを示唆している。例えば、ワイスとラーセン（1990）は、健康価値が評価された場合、内部健康統制の所在と健康との関係が増加することを発見した。ノーマンとベネットが特定の統制の所在の測定に付ける重要性にもかかわらず、内部統制の所在がヒト免疫不全ウイルス、片頭痛、糖尿病、腎臓病、てんかんなど多様な状態を持つ人々の身体的健康、精神的健康、およびクオリティ・オブ・ライフの向上と関連していることを示す研究を引用する人格に関する一般的な教科書がある
1970年代と1980年代の間、ホワイトは統制の所在と高等教育コースに登録した学生の学業成功との相関関係を調査した。より内部的に統制されていた学生は、勤勉さと集中力が成功した学業の進歩をもたらすと信じており、彼らはより良い学業成績を収めた。より外部的に統制されている（自分の将来は運命や運に依存していると信じている）と特定された学生は、学業成績のレベルが低い傾向があった。キャサンドラ・B・ホワイトは、統制傾向が学業領域における行動的結果にどのように影響するかを、様々なカウンセリングの方法がハイリスクの大学生の成績向上と統制の所在にどのような効果をもたらすかを調査することによって研究した
ロッターはまた、ギャンブルと内部または外部の統制の所在との相関関係に関する研究も検討した。内部統制者にとって、ギャンブルはより控えめである。賭ける際、彼らは主に安全で適度な賭けに集中する。しかし、外部統制者はより多くのリスクを取り、例えば、ある期間出ていないカードや数字により多く賭ける傾向がある。これは、このカードや数字が発生する確率が高いという考えに基づいており、この信念はギャンブラーの誤謬として知られている

### 組織心理学と宗教
この概念が適用されてきた他の分野には、産業・組織心理学、スポーツ心理学、教育心理学、および宗教心理学が含まれる。リチャード・カホーは後者の分野で研究を発表しており、内在的宗教志向は内部統制と正の相関があり（そして外在的宗教志向は負の相関がある）ことを示唆している。健康心理学と宗教心理学の両方に関連するのは、霊的健康統制の所在に関する質問票についてのホルト、クラーク、クロイター、ルビオ（2003）の研究である。著者らは、能動的霊的健康統制の所在（「神は個人に健康的な行動を取る力を与える」）と、より受動的な霊的健康統制の所在（健康は神に委ねられる）を区別した。産業・組織心理学では、内部統制者は外部統制者よりも（単に職業変更について話すだけでなく）自分の仕事を変えるための積極的な行動を取る可能性が高いことが分かっている。統制の所在は幅広い仕事変数に関連しており、仕事特異的な測定は一般的な測定よりも強く関連している。教育環境では、いくつかの研究は、内発的に動機づけられた学生は読書材料をより深く処理し、外発的な動機を持つ学生よりも学業成績が良かったことを示している

### 消費者研究
統制の所在は消費者研究の分野にも適用されてきた。例えば、マーティン、ヴィア、パーヴァン（2007）は、女性の体重統制の所在（つまり、体重の統制に関する信念）が、広告における異なる体型の女性モデルにどのように反応するかに影響するかを調査した。彼らは、自分の体重をコントロールできると信じている女性（「内部統制者」）が広告の細身のモデルに最も好意的に反応し、この好意的な反応は自己参照によって媒介されることを発見した。対照的に、自分の体重について無力感を感じている女性（「外部統制者」）は、より大きなサイズのモデルを自己参照するが、広告が非肥満製品の場合にのみ、より大きなサイズのモデルを好む。肥満製品については、彼らはより大きなサイズのモデルと細身のモデルに対して同様の好みを示す。体重統制の所在の測定は、体重コントロールの信念と意志力の測定と相関していることも分かった

### 政治的イデオロギー
統制の所在は政治的イデオロギーと関連付けられてきた。1972年の米国大統領選挙では、大学生の研究において、内部統制の所在を持つ人は共和党に登録する可能性が大幅に高く、外部統制の所在を持つ人は民主党に登録する可能性が大幅に高いことが分かった。2011年にオクラホマ州のキャメロン大学の学生を対象に行われた調査でも同様の結果が得られたが、これらの研究は範囲が限られていた。これらの結果と一致して、ケイ・スウィーツァー（2014）は、共和党員が民主党員や無所属者よりも有意に大きな内部統制の所在を示すことを発見した
内部統制の所在を持つ人は社会経済状況が高く、政治的に関与している（例えば、政治ニュースを追いかけたり、政治組織に参加したりする）可能性が高い。内部統制の所在を持つ人は投票する可能性も高い

## 家族起源
統制の所在の発達は、家族のスタイルと資源、文化的安定性、そして努力が報酬につながる経験と関連している。多くの内部統制者は、典型的な内部的信念をモデル化する家族と共に成長した。これらの家族は努力、教育、責任、思考を強調し、親は通常、約束した報酬を子供に与えた。対照的に、外部統制者は通常、より低い社会経済状況と関連している。社会的不安を経験している社会は、制御不能であるという期待を高める。したがって、そのような社会の人々はより外部的になる
シュネーヴィンドの1995年の研究は、「女性が主導する大きな一人親家庭の子供は、外部統制の所在を発達させる可能性が高い」ことを示唆している。シュルツとシュルツはまた、親が支持的であり、躾に一貫性がある家庭の子供は内部統制の所在を発達させると主張している。少なくとも一つの研究では、親が外部統制の所在を持っていた子供は、自分の成功と失敗を外部の原因に帰属させる可能性が高いことが分かっている。統制の所在の家族的起源に関する初期の研究の知見はレフコートによって要約された：「温かさ、支持、親の励ましは内部統制の発達に不可欠であるように思われる」。しかし、親の統制の所在が子孫の統制の所在にどのように影響するか（遺伝的、または環境的に媒介されるか）に関する因果関係の証拠は不足している。
統制の所在は年齢とともに内部的になる。子供が成長するにつれて、彼らは自分の環境をより制御できるスキルを獲得する。しかし、これが原因なのか、生物学的発達が原因なのかは不明である

## 年齢
いくつかの研究では、年齢とともに人々はより内部的な統制の所在を発達させることが示されているが、他の研究結果はあいまいであった。ガッツとカレルが収集した縦断的データは、内部性は中年まで増加し、その後減少する可能性があることを示唆している。この分野のデータのあいまいさに注目して、オールドウィンとギルマー（2004）はラックマンの主張を引用し、統制の所在はあいまいであるとしている。実際、後年の統制の所在の変化が、2つの概念が直交していると考えられる場合、（内部性の減少よりも）外部性の増加にもっと目に見えて関連しているという証拠がここにある。シュルツとシュルツ（2005）が引用している証拠は、統制の所在は中年まで内部性が増加することを示唆している。著者らはまた、環境を制御しようとする試みが8歳から14歳の間でより顕著になることに注目している
健康統制の所在は、人々が自分の健康を自分の行動、健康状態、そして病気から回復するのにどれくらい時間がかかるかとどのように関連付けるかを測定し理解する方法である。統制の所在は、人々が自分の健康と健康に関する決断についてどのように考え、反応するかに影響を与える可能性がある。毎日、私たちは私たちの健康に影響を与える可能性のある潜在的な病気にさらされている。私たちがその現実にどのようにアプローチするかは、私たちの統制の所在と多くの関係がある。時には、高齢者が健康の進行的な低下を経験することが予想され、このため彼らの健康統制の所在が影響を受けると考えられている。しかし、これは必ずしも彼らの統制の所在が否定的に影響を受けることを意味するわけではなく、高齢者は健康の低下を経験する可能性があり、これは内部統制の所在のレベルが低いことを示す可能性がある。
年齢は、人の内部と外部の統制の所在において重要な役割を果たす。健康に関する統制の所在のレベルについて、幼い子供と高齢者を比較する場合、高齢者は状況に対する態度やアプローチをより多く制御できる。人々は年齢を重ねるにつれて、自分の制御外の出来事が起こることや、他の個人が自分の健康結果を制御できることに気づくようになる
『Psychosomatic Medicine』誌に掲載された研究では、子供時代の統制の所在の健康への影響が調査された。10歳の時に内部統制の所在を示していた7,500人のイギリス人成人（誕生から追跡）は、30歳の時に太りすぎになる可能性が低かった。内部統制の所在を持っていた子供たちは、自尊心のレベルも高いことが示された

## 性別に基づく差異
シュルツとシュルツ（2005）が指摘するように、米国の成人の統制の所在に有意な性差は見出されていない。しかし、これらの著者は、統制の所在を評価するための特定のカテゴリの項目に特定の性別に基づく差がある可能性があることも指摘している。例えば、彼らは男性が学業達成に関連する質問に対してより大きな内部統制を持つ可能性があるという証拠を引用している
タカキと同僚（2006）による研究では、血液透析患者の内部統制の所在と自己効力感の関係における性別または性差に焦点を当てた。この研究は、内部統制の所在が高い女性は、この研究に参加した男性と比較して、自分の健康と医学的アドバイスに関してコンプライアンスが低いことを示した。コンプライアンスは、この場合は患者である人の行動が医学的アドバイスとどのような関係を持つかの程度として知られている。例えば、コンプライアンスのある人は、医師のアドバイスを正しく守る。

## 異文化間および地域的問題
異なる文化の人々が統制の所在において異なるかどうかという問題は、長い間社会心理学者の関心事であった。
日本人はアメリカ合衆国の人々よりも統制の所在が外部的である傾向がある。しかし、ヨーロッパ内の異なる国（および米国とヨーロッパ）の間の統制の所在の違いは小さい傾向がある。1992年にベリーらが指摘したように、米国内の民族グループは統制の所在において比較されている。社会経済的地位を制御した場合、米国のアフリカ系アメリカ人は白人よりも外部的である。ベリーらは1992年に、米国の他の少数民族（ヒスパニックなど）に関する研究があいまいであることも指摘した。統制の所在の文化間の変異についての詳細はShiraev & Levy (2004)で見つけることができる。この分野の研究によれば、統制の所在は比較文化心理学の研究者にとって有用な概念であったことが示されている。
より狭い規模では、シムズとバウマンは、米国の地域が自然災害にどのように異なって対処するかを説明した。彼らが使用した例は竜巻であった。彼らは「なぜアラバマ州ではイリノイ州よりも多くの人が竜巻で亡くなったかを説明するためにロッターの理論を適用した」。彼らは、アラバマ州とイリノイ州の両方の4つの郡の住民に調査を行った後、アラバマ州の住民は自分の生活で起こる出来事について考える際により外部的であることが示されたと説明している。しかし、イリノイ州の住民はより内部的であった。アラバマ州の住民はより外部的な情報処理方法を持っていたため、竜巻の出現前に取った予防措置が少なかった。イリノイ州の住民はより準備ができていたため、犠牲者が少なくなった
後の研究では、これらの地理的差異は関係的流動性の違いによって説明できることが分かっている。関係的流動性は、友情、恋愛関係、仕事関係など、誰と関係を形成するかについての選択肢がどれだけあるかの尺度である。関係的流動性は、農業のような密接な協力と調整を必要とする生存経済を持つ文化では低く、牧畜に基づく文化や都市産業文化では高い。
異文化間の研究では、関係的流動性は稲作が一般的な東アジア諸国で最も低く、南米諸国で最も高いことが分かった

## 自己効力感
自己効力感とは、特定のパフォーマンスの達成に必要な行動を実行する能力に対する個人の信念を指す。これはアルバート・バンデューラによって導入された関連概念であり、心理測定尺度によって測定されている。それは、（より一般的な状況横断的な統制に関する信念よりも）限定的な状況や活動における能力に関連していることによって、統制の所在とは異なる。バンデューラはまた、自己効力感と自尊心の違いを強調しており、例えば、（社交ダンスなどでの）低い自己効力感は、その領域での能力があまり重要でないため（感情価を参照）、低い自尊心につながる可能性は低いという例を挙げている。個人は自分自身の健康に対する内部健康統制の所在を持ち、自分自身の健康をコントロールしていると感じているかもしれないが、自分自身の健康を維持するために不可欠な特定の治療レジメンを実行する効力を感じていないかもしれない。自己効力感は、人々が自分の健康状態に対する自己効力感を感じるとき、健康の影響がストレッサーとしての効果が少なくなるため、人の健康において重要な役割を果たす。
スミス（1989）は、統制の所在は自己効力感を弱くしか測定していないと主張している。「項目のサブセットのみが主体の能力を直接参照している」。スミスは、対処スキルのトレーニングは自己効力感の増加につながったが、ロッターの1966年の尺度で測定された統制の所在には影響を与えなかったことに言及した。

## ストレス
前のセクションでは、自己効力感が人の統制の所在にどのように関連しているかを示したが、ストレスもこれらの領域と関係がある。自己効力感は、人々が日常生活で直面するストレスに対処するために使用するものである。いくつかの調査結果によると、外部統制の所在の高いレベルと自己効力感の低いレベルが組み合わさると、病気に関連する心理的苦痛が高まる。より外部統制の所在を報告する人々は、より多くの現在および将来のストレスの経験と、より高いレベルの心理的および身体的問題も報告する。これらの人々はまた、外部からの影響に対してより脆弱であり、その結果、ストレスに対してより反応的になる
脊髄損傷と心的外傷後ストレスを持つ軍隊のベテランは、統制の所在とストレスに関して調査するのに適したグループである。加齢は、戦争のトラウマに続いて患者が経験する心的外傷後ストレス障害（PTSD）の症状の重症度に関連する非常に重要な要因であることが示されている。研究によると、脊髄損傷を持つ患者は、自分の健康問題と障害を制御できることを知ることから利益を得るが、これは内部統制の所在を持つ特徴を反映している。
チャンらによる2006年の研究は、脊髄損傷後心的外傷後ストレスの反応が年齢によってどのように異なるかに焦点を当てた。研究者は、若年成人、中年、高齢者を含むさまざまな年齢グループをテストした。各グループの平均年齢はそれぞれ25歳、48歳、65歳であった。研究の後、彼らは年齢が脊髄損傷患者が起こったトラウマ的出来事にどのように反応するかに違いをもたらさないと結論付けた。しかし、彼らは年齢が外部統制の所在がどの程度使用されるかに役割を果たしたと言及し、若年成人グループが他の比較対象の年齢グループよりも外部統制の所在の特性をより多く示したと結論付けた。

## 関連文献
- R. Gross, P. Humphreys, Psychology: The Science of Mind and Behaviour Psychology Press, 1994, ISBN 978-0-340-58736-2.